# قائمة رؤساء وزراء كيرلا
رئيس وزراء ولاية كيرلا الهندية هو رئيس حكومة ولاية كيرلا. يذكر دستور الهند أن الحاكم هو رئيس الولاية لكن تقع السلطة التنفيذية بحكم الأمر الواقع على عاتق رئيس الوزراء. عادة ما يدعو الحاكم الحزب (أو الائتلاف) الحاصل على أغلبية المقاعد في الجمعية التشريعية لولاية كيرلا لتشكيل الحكومة. يعين الحاكم رئيس الوزراء، ويكون مجلس وزرائه مسؤولاً بشكل أمام الجمعية التشريعية. مدة ولاية رئيس الوزراء خمس سنوات قابلة للتجديد بدون قيود لعدد الفترات.
أسس ملوك ولايتي ترافانكور وكوشين نظام حكومة تمثيلية بقيادة رئيس وزراء ومجلس وزرائه بعد استقلال الهند عام 1947. دمجت ولايتي ترافانكور وكوشين لتشكيل ولاية ترافانكور-كوشين في 1 يوليو 1949. كانت لمنطقتا مليبار وكاساراجود في جنوب كانارا، واللتان تشكلان معًا أكثر من نصف مساحة ولاية كيرالا الحالية، لهما ممثلين في الجمعية التشريعية بمدراس.
أعاد قانون إعادة تنظيم الولايات تنظيم ولايات الهند على أسس لغوية في 1 نوفمبر 1956 ونتج عن ذلك تأسيس ولاية كيرالا الحالية، التي تشمل المناطق التي تتحدث اللغة الماليالامية فقط، وذلك بدمج مناطق كوشين ومليبار وترافنكور وكاساراجود من جنوب كانارا. أُجريت أول انتخابات برلمانية في كيرالا بين فبراير ومارس من عام 1957 وشكلت أول جمعية تشريعية للولاية في 1 أبريل 1957 وعدد أعضاء الجمعية 127 عضوًا منهم عضو واحد مُعين. تولى اثنا عشر شخصًا منصب رئيس وزراء كيرالا منذ ذلك الوقت أولهم إي إم إس نامبوديريباد من الحزب الشيوعي الهندي الذي اقتطعت ولايته بسبب فرض الحكم الرئاسي. خضعت كيرالا لحكم الرئيس لمدة أربع سنوات على مدار سبع فترات كان آخرها في عام 1982 تناوب على المنصب قادة من المؤتمر الوطني الهندي والحزب الشيوعي الهندي (الماركسي). يُعد إي كيه نايانار الأطول خدمة في هذا المنصب، حيث شغله لمدة 10 سنوات و353 يومًا. بينارآيي فيجين هو رئيس الوزراء الحالي، وتتولى حكومته الجبهة الديمقراطية اليسارية السلطة منذ 25 مايو 2016.

## القائمة
- †  توفي أو اغتيل في المنصب
- §  عاد للمنصب في فترة غير متتالية
- RES  استقال
- NC  استقال بعد اقتراح حجب الثقة

### رئيس وزراء ترافنكور (1948–49)
| No | الصورة | الاسم                    | الفترة         | الفترة         | الفترة   | الجمعية                    | يعينه (الملك)                    | الحزب                 | الحزب |
| -- | ------ | ------------------------ | -------------- | -------------- | -------- | -------------------------- | -------------------------------- | --------------------- | ----- |
| 1  |        | P. A. Thanu Pillai       | 24 مارس 1948   | 17 أكتوبر 1948 | 210 أيام | الهيئة التمثيلية (1948–49) | Chithira Thirunal Balarama Varma | المؤتمر الوطني الهندي |       |
| 2  |        | P. T. K. Narayana Pillai | 22 أكتوبر 1948 | 1 يوليو 1949   | 253 أيام | الهيئة التمثيلية (1948–49) | Chithira Thirunal Balarama Varma | المؤتمر الوطني الهندي |       |

### رئيس وزراء كوشين (1947–49)
| No | الصورة | الاسم              | الفترة         | الفترة         | الفترة   | الجمعية                     | يعينه (الملك)           | الحزب | الحزب |
| -- | ------ | ------------------ | -------------- | -------------- | -------- | --------------------------- | ----------------------- | ----- | ----- |
| 1  |        | P. Govinda Menon   | 14 أغسطس 1947  | 22 أكتوبر 1947 | 51 أيام  | المجلس السادس (1945–48)     | Aikya Keralam Thampuran | مستقل |       |
| 2  |        | T. K. Nair         | 27 أكتوبر 1947 | 20 سبتمبر 1948 | 334 أيام | المجلس السادس (1945–48)     | Aikya Keralam Thampuran | مستقل |       |
| 3  |        | E. Ikkanda Warrier | 20 سبتمبر 1948 | 1 يوليو 1949   | 284 أيام | الجمعية التشريعية (1948–49) | Aikya Keralam Thampuran | مستقل |       |

### كبير وزراء ترافنكور-كوشين (1949–50)
| No | الصورة | الاسم                 | الفترة       | الفترة        | الفترة   | الجمعية | يعينه (راجبراموخ)                | الحزب                 | الحزب |
| -- | ------ | --------------------- | ------------ | ------------- | -------- | ------- | -------------------------------- | --------------------- | ----- |
| 1  |        | T. K. Narayana Pillai | 1 يوليو 1949 | 26 يناير 1950 | 209 أيام | الأولى  | Chithira Thirunal Balarama Varma | المؤتمر الوطني الهندي |       |

### رؤساء وزراء ترافنكور-كوشين (1950–56)
دمجمت ترافنكور وكوشين لتأسيس ولاية ترافانكور كوشين في 1 يوليو 1949 عقب الاستقلال. اعترف بها كولاية في 1 يناير 1950.
| No | الصورة | الاسم                 | الفترة         | الفترة         | الفترة          | الجمعية     | يعينه (راجبراموخ)                | الحزب                 | الحزب |
| -- | ------ | --------------------- | -------------- | -------------- | --------------- | ----------- | -------------------------------- | --------------------- | ----- |
| 1  |        | T. K. Narayana Pillai | 26 يناير 1950  | 28 فبراير 1951 | 1 سنة و33 أيام  | 1           | Chithira Thirunal Balarama Varma | المؤتمر الوطني الهندي |       |
| 2  |        | C. Kesavan            | 28 فبراير 1951 | 12 مارس 1952   | 1 سنة و13 أيام  | 1           | Chithira Thirunal Balarama Varma | المؤتمر الوطني الهندي |       |
| 3  |        | A. J. John            | 12 مارس 1952   | 16 مارس 1954   | 2 سنوات و4 أيام | 2 (1951)    | Chithira Thirunal Balarama Varma | المؤتمر الوطني الهندي |       |
| 4  |        | P. A. Thanu Pillai    | 16 مارس 1954   | 10 فبراير 1955 | 331 أيام        | 3 (1954)    | Chithira Thirunal Balarama Varma | Praja Socialist Party |       |
| 5  |        | P. Govinda Menon      | 10 فبراير 1955 | 23 مارس 1956   | 1 سنة و42 أيام  | 3 (1954)    | Chithira Thirunal Balarama Varma | المؤتمر الوطني الهندي |       |
| –  |        | شاغر (الحكم الرئاسي ‏) | 23 مارس 1956   | 31 أكتوبر 1956 | 222 أيام        | حلت الجمعية | -                                |                       |       |

## رؤساء وزراء كيرلا
في الأول من نوفمبر عام 1956، أصدرت حكومة الهند قانون إعادة تنظيم الولايات لعام 1956 في 1 نوفمبر 1956 أُنشئت بموجبه ولاية كيرالا الجديدة عبر دمج ولاية ترافانكور-كوشين مع مقاطعة مليبار وتالوك كاساراجود من منطقة جنوب كانارا التابعة لولاية مدراس. وقد ضم الجزء الجنوبي من ترافانكور-كوشين وهو م ضاحية كنياكماري مع تالوك سينغوتاي إلى ولاية مدراس، وفصلت جزر لكديف وماليكو من مقاطعة مليبار لتكوين إقليم اتحادي جديد. كذلك تم تأسيس جمعية تشريعية جديدة، وأُجريت انتخاباتها في عام 1957.
| No           | الصورة       | الاسم                                      | Constituency  | الفترة             | الفترة         | الفترة            | الجمعية (election) | الحزب     | الحزب                           | الحكومة          |
| ------------ | ------------ | ------------------------------------------ | ------------- | ------------------ | -------------- | ----------------- | ------------------ | --------- | ------------------------------- | ---------------- |
|              |              | شاغر (الحكم الرئاسي ‏)                      | -             | 1 نوفمبر 1956      | 5 أبريل 1957   | 155 أيام          | حلت الجمعية        |           | -                               | -                |
| 1            |              | E. M. S. Namboodiripad (1909–1998)         | Nileshwaram   | 5 أبريل 1957       | 31 يوليو 1959  | 2 سنوات و117 أيام | 1 (1957)           |           | الحزب الشيوعي الهندي            | Namboodiripad I  |
|              |              | شاغر (الحكم الرئاسي ‏)                      | -             | 31 يوليو 1959      | 22 فبراير 1960 | 206 أيام          | حلت الجمعية        |           | -                               | -                |
| 2            |              | P. A. Thanu Pillai (1885–1970)             | Trivandrum II | 22 فبراير 1960     | 26 سبتمبر 1962 | 2 سنوات و216 أيام | 2 (1960)           |           | Praja Socialist Party           | Thanu Pillai     |
| 3            |              | R. Sankar (1909–1972)                      | Cannanore I   | 26 سبتمبر 1962     | 10 سبتمبر 1964 | 1 سنة و350 أيام   | 2 (1960)           |           | المؤتمر الوطني الهندي           | Sankar           |
|              |              | شاغر (الحكم الرئاسي ‏)                      | -             | 10 سبتمبر 1964     | 25 مارس 1965   | 2 سنوات و177 أيام | حلت الجمعية        |           | -                               | -                |
| 25 مارس 1965 | 6 مارس 1967  | شاغر (الحكم الرئاسي ‏)                      | -             | حلت الجمعية (1965) |                | 2 سنوات و177 أيام | -                  | -         |                                 |                  |
| (1)          |              | E. M. S. Namboodiripad (1909–1998)         | Pattambi      | 6 مارس 1967        | 1 نوفمبر 1969  | 2 سنوات و240 أيام | 3 (1967)           |           | الحزب الشيوعي الهندي (الماركسي) | Namboodiripad II |
| 4            |              | C. Achutha Menon (1913–1991)               | Kottarakkara  | 1 نوفمبر 1969      | 3 أغسطس 1970   | 275 أيام          | 3 (1967)           |           | الحزب الشيوعي الهندي            | Achutha Menon I  |
|              |              | شاغر (الحكم الرئاسي ‏)                      | -             | 4 أغسطس 1970       | 3 أكتوبر 1970  | 60 أيام           | حلت الجمعية        |           | -                               | -                |
| (4)          |              | C. Achutha Menon (1913–1991)               | Kodakara      | 4 أكتوبر 1970      | 25 مارس 1977   | 6 سنوات و172 أيام | 4 (1970)           |           | الحزب الشيوعي الهندي            | Achutha Menon II |
| 5            |              | K. Karunakaran (1918–2010)                 | Mala          | 25 مارس 1977       | 27 أبريل 1977  | 33 أيام           | 5 (1977)           |           | المؤتمر الوطني الهندي           | Karunakaran I    |
| 6            |              | أراكابارامبيل كوريان أنطوني ‏ (مواليد 1940) | Kazhakkuttom  | 27 أبريل 1977      | 29 أكتوبر 1978 | 1 سنة و185 أيام   | 5 (1977)           | Antony I  | المؤتمر الوطني الهندي           |                  |
| 7            |              | P. K. Vasudevan Nair (1926–2005)           | Alleppey      | 29 أكتوبر 1978     | 12 أكتوبر 1979 | 348 أيام          | 5 (1977)           |           | الحزب الشيوعي الهندي            | Vasudevan Nair   |
| 8            |              | C. H. Mohammed Koya (1927–1983)            | Malappuram    | 12 أكتوبر 1979     | 4 ديسمبر 1979  | 53 أيام           | 5 (1977)           |           | الرابطة الإسلامية الهندية       | Koya             |
|              |              | شاغر (الحكم الرئاسي ‏)                      | -             | 5 ديسمبر 1979      | 25 يناير 1980  | 51 أيام           | حلت الجمعية        |           | -                               | -                |
| 9            |              | E. K. Nayanar (1919–2004)                  | Malampuzha    | 25 يناير 1980      | 20 أكتوبر 1981 | 1 سنة و268 أيام   | 6 (1980)           |           | الحزب الشيوعي الهندي (الماركسي) | Nayanar I        |
|              |              | شاغر (الحكم الرئاسي ‏)                      | -             | 21 أكتوبر 1981     | 28 ديسمبر 1981 | 68 أيام           | 6 (1980)           |           | -                               | -                |
| (5)          |              | K. Karunakaran (1918–2010)                 | Mala          | 28 ديسمبر 1981     | 17 مارس 1982   | 79 أيام           | 6 (1980)           |           | المؤتمر الوطني الهندي           | Karunakaran II   |
|              |              | شاغر (الحكم الرئاسي ‏)                      | -             | 17 مارس 1982       | 23 مايو 1982   | 67 أيام           | حلت الجمعية        |           | -                               | -                |
| (5)          |              | K. Karunakaran (1918–2010)                 | Mala          | 24 مايو 1982       | 26 مارس 1987   | 4 سنوات و306 أيام | 7 (1982)           |           | المؤتمر الوطني الهندي           | Karunakaran III  |
| (9)          |              | E. K. Nayanar (1919–2004)                  | Trikaripur    | 26 مارس 1987       | 24 يونيو 1991  | 4 سنوات و90 أيام  | 8 (1987)           |           | الحزب الشيوعي الهندي (الماركسي) | Nayanar II       |
| (5)          |              | K. Karunakaran (1918–2010)                 | Mala          | 24 يونيو 1991      | 22 مارس 1995   | 3 سنوات و271 أيام | 9 (1991)           |           | المؤتمر الوطني الهندي           | Karunakaran IV   |
| (6)          |              | أراكابارامبيل كوريان أنطوني ‏ (b. 1940)     | Thirurangadi  | 22 مارس 1995       | 20 مايو 1996   | 1 سنة و59 أيام    | 9 (1991)           | Antony II | المؤتمر الوطني الهندي           |                  |
| (9)          |              | E. K. Nayanar (1919–2004)                  | Thalassery    | 20 مايو 1996       | 17 مايو 2001   | 4 سنوات و362 أيام | 10 (1996)          |           | الحزب الشيوعي الهندي (الماركسي) | Nayanar III      |
| (6)          |              | أراكابارامبيل كوريان أنطوني ‏ (مواليد 1940) | Cherthala     | 17 مايو 2001       | 31 أغسطس 2004  | 3 سنوات و106 أيام | 11 (2001)          |           | المؤتمر الوطني الهندي           | Antony III       |
| 10           |              | Oommen Chandy (1943–2023)                  | Puthuppally   | 31 أغسطس 2004      | 18 مايو 2006   | 1 سنة و260 أيام   | 11 (2001)          | Chandy I  | المؤتمر الوطني الهندي           |                  |
| 11           |              | V. S. Achuthanandan (مواليد 1923)          | Malampuzha    | 18 مايو 2006       | 18 مايو 2011   | 5 سنوات و0 أيام   | 12 (2006)          |           | الحزب الشيوعي الهندي (الماركسي) | Achuthanandan    |
| (10)         |              | Oommen Chandy (1943–2023)                  | Puthuppally   | 18 مايو 2011       | 25 مايو 2016   | 5 سنوات و7 أيام   | 13 (2011)          |           | المؤتمر الوطني الهندي           | Chandy II        |
| 12           |              | بينارآيي فيجين (مواليد 1945)               | Dharmadam     | 25 مايو 2016       | 19 مايو 2021   | 8 سنوات و318 أيام | 14 (2016)          |           | الحزب الشيوعي الهندي (الماركسي) | Pinarayi I       |
| 12           | 20 مايو 2021 | بينارآيي فيجين (مواليد 1945)               | Dharmadam     | في المنصب          | 15 (2021)      | 8 سنوات و318 أيام | Pinarayi II        |           | الحزب الشيوعي الهندي (الماركسي) |                  |

## الإحصائيات
| No. | الاسم                  | الحزب                                                | الحزب | المدة             | المدة             | عدد الفترات |
| No. | الاسم                  | الحزب                                                | الحزب | أطول مدة متواصلة  | مجموع المدة       | عدد الفترات |
| --- | ---------------------- | ---------------------------------------------------- | ----- | ----------------- | ----------------- | ----------- |
| 1   | E. K. Nayanar          | الحزب الشيوعي الهندي (الماركسي)                      |       | 4 سنوات 361 يوم   | 10 سنوات 353 يوم  | 3           |
| 2   | K. Karunakaran         | المؤتمر الوطني الهندي                                |       | 4 سنوات 305 يوم   | 8 سنوات 315 يوم   | 4           |
| 3   | بينارآيي فيجين         | الحزب الشيوعي الهندي (الماركسي)                      |       | 8 سنوات و318 أيام | 8 سنوات و318 أيام | 2           |
| 4   | C. Achutha Menon       | الحزب الشيوعي الهندي                                 |       | 6 سنوات 172 يوم   | 7 سنوات 80 يوم    | 2           |
| 5   | Oommen Chandy          | المؤتمر الوطني الهندي                                |       | 5 سنوات 6 يوم     | 6 سنوات 256 يوم   | 2           |
| 6   | A. K. Antony           | المؤتمر الوطني الهندي                                |       | 3 سنوات 105 يوم   | 5 سنوات 347 يوم   | 3           |
| 7   | V. S. Achuthanandan    | الحزب الشيوعي الهندي (الماركسي)                      |       | 4 سنوات 364 يوم   | 4 سنوات 364 يوم   | 1           |
| 8   | E. M. S. Namboodiripad | الحزب الشيوعي الهندي (الماركسي)/الحزب الشيوعي الهندي |       | 2 سنوات 240 يوم   | 4 سنوات 357 يوم   | 2           |
| 9   | Pattom A. Thanu Pillai | PSP                                                  |       | 2 سنوات 216 يوم   | 2 سنوات 216 يوم   | 1           |
| 10  | R. Sankar              | المؤتمر الوطني الهندي                                |       | 1 سنة 350 يوم     | 1 سنة 350 يوم     | 1           |
| 11  | P. K. Vasudevan Nair   | الحزب الشيوعي الهندي                                 |       | 347 يوم           | 347 يوم           | 1           |
| 12  | C. H. Mohammed Koya    | الرابطة الإسلامية الهندية                            |       | 53 يوم            | 53 يوم            | 1           |

حسب الحزب
| No. | الحزب                           | عدد الرؤساء | مجموع المدة |
| --- | ------------------------------- | ----------- | ----------- |
| 1   | الحزب الشيوعي الهندي (الماركسي) | 4           | 10045 يوم   |
| 2   | المؤتمر الوطني الهندي           | 4           | 8813 يوم    |
| 3   | الحزب الشيوعي الهندي            | 3           | 3834 يوم    |
| 4   | Praja Socialist الحزب           | 1           | 947 يوم     |
| 5   | الرابطة الإسلامية الهندية       | 1           | 53 يوم      |

## للاستزادة
- Chief Ministers, Ministers, and Leaders of Opposition of Kerala (PDF)، ثيروفانانثابورام: Secratriat of Kerala Legislature، 2018، مؤرشف من الأصل (PDF) في 2024-09-16
- Chandran، VP (2018). Mathrubhumi Yearbook Plus – 2019 (ط. Malayalam). Kozhikode: P. V. Chandran, Managing Editor, Mathrubhumi Printing & Publishing Company Limited, Kozhikode.
- Menon, A. Sreedhara (2007). A Survey of Kerala History. DC Books. ISBN:9788126415786. مؤرشف من الأصل في 2025-03-08.

## روابط خارجية
- Official website of Chief Minister of Kerala